# (33315) 1998 KA63
1998 KA63 (asteroide 33315) é um asteroide da cintura principal. Possui uma excentricidade de 0.09260900 e uma inclinação de 5.79901º.
Este asteroide foi descoberto no dia 22 de maio de 1998 por LINEAR em Socorro.